# Glufisjevo
Glufisjevo (bulgariska: Глуфишево) är ett distrikt i Bulgarien.   Det ligger i kommunen Obsjtina Sliven och regionen Sliven, i den centrala delen av landet, 250 km öster om huvudstaden Sofia.
Trakten runt Glufisjevo består till största delen av jordbruksmark. Runt Glufisjevo är det ganska tätbefolkat, med 96 invånare per kvadratkilometer.